# Laufeld
Laufeld este o comună din landul Renania-Palatinat, Germania.